# Club Deportiu La Cava
El Club Deportiu La Cava és un club de futbol català de l'antic municipi de La Cava, a l'actual municipi de Deltebre, al Baix Ebre.

## Història
El club va ser fundat per l'ampostí Blai Sanchis Carles l'any 1931. Durant els anys 30 va tenir una secció de ciclisme afiliada a la Unió Velocipèdica Espanyola.
El club ha jugat 12 temporades a la Tercera Divisió catalana en dues èpoques, la primera entre els anys 1955 i 1961, i la segona entre 1977 i 1983. La seva darrera temporada a Tercera, la 1982-83, el club acabà en 19a posició i descendí a Territorial Preferent, però en una assemblea el club va decidir renunciar també a aquesta categoria per jugar a Primera Territorial, pels problemes econòmics que tenia el club a causa de la construcció del seu nou camp. Fins aleshores el club havia jugat al Camp de La Mingola.
Actualment, el Club Deportiu La Cava juga al grup 6 de Segona Catalana, sexta categoria del futbol espanyol.

## Temporades
- 1955-1956: 3a Divisió 7è
- 1956-1957: 3a Divisió 12è
- 1957-1958: 3a Divisió 22è
- 1958-1959: 3a Divisió 7è
- 1959-1960: 3a Divisió 5è
- 1960-1961: 3a Divisió 15è
- 1977-1978: 3a Divisió 9è
- 1978-1979: 3a Divisió 9è
- 1979-1980: 3a Divisió 17è
- 1980-1981: 3a Divisió 13è
- 1981-1982: 3a Divisió 11è
- 1982-1983: 3a Divisió 19è